# Kenneth Cerdas
Kenneth Josué Cerdas Barrantes  (San José, 29 de diciembre de 1995) es un futbolista costarricense que juega como mediocampista y actualmente milita en el Deportivo Malacateco de la Liga Nacional de Fútbol de Guatemala.

## Trayectoria
Debutó el 18 de febrero de 2015 con Liga Deportiva Alajuelense en un partido ante Limón FC en el estadio Alejandro Morera Soto. El juego finalizó con victoria visitante por 1-2.
Antes de debutar con el primer equipo bajo las órdenes de Óscar Ramírez, Cerdas llegó en 2011 al club, en el proceso de reclutamiento que por lo general la Liga hace dos veces por año.
Jugó seis meses en el alto rendimiento y luego pasó a Alajuela Junior, bajo el mando de Wilmer López.
El 27 de julio de 2015 fue cedido a préstamo al Santos de Guápiles por un periodo de seis meses.

## Clubes
| Club                | País       | Año                |
| ------------------- | ---------- | ------------------ |
| Alajuelense         | Costa Rica | 2015-2017          |
| Santos (préstamo)   | Costa Rica | 2015-2016          |
| Santa Ana(préstamo) | Costa Rica | 2017               |
| Grecia              | Costa Rica | 2017-2020          |
| Pérez Zeledón       | Costa Rica | 2020 - 2021        |
| Malacateco          | Guatemala  | 2021 - 2022        |
| Cartaginés          | Costa Rica | 2022-2024          |
| Pérez Zeledón       | Costa Rica | 2024               |
| Santos              | Costa Rica | 2025               |
| Malacateco          | Guatemala  | 2025 - actualmente |

## Palmares
| Título                               | Club                  | País       | Año  |
| ------------------------------------ | --------------------- | ---------- | ---- |
| Liga Nacional de Fútbol de Guatemala | Deportivo Malacateco  | Guatemala  | 2021 |
| Torneo de Copa de Costa Rica         | Club Sport Cartaginés | Costa Rica | 2022 |